# Braarudosphaera bigelowii
Braarudosphaera bigelowii és un cocolitòfor costaner que aparegué en el registre fòssil durant el Turonià (Cretaci superior), fa més de 90 milions d'anys. Igual que les altres espècies de braarudosferàcies, es tracta d'una alga unicel·lular pròpia del fitoplàncton costaner i dotada d'escates calcàries amb simetria quíntuple, que es coneixen com a «pentalits». Té dotze costats i una estructura dodecaèdrica regular que fa uns 10 micròmetres de diàmetre.

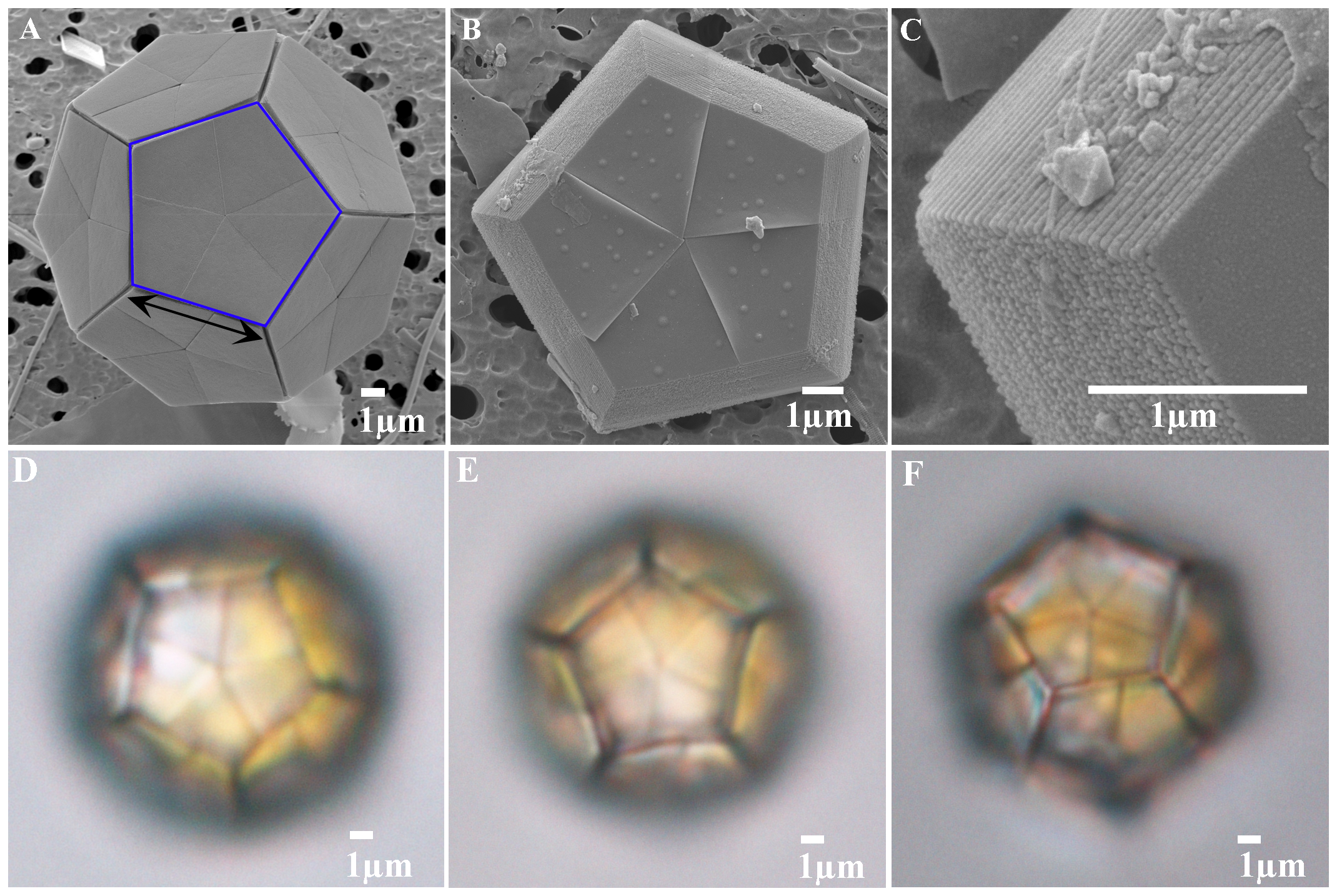
(A) Micrografia electrònica de rastreig d'una cèl·lula de B. bigelowii envoltada per dotze pentalits. Un pentalit (escata calcària típica de les braarudosferàcies) indicat pel pentàgon obert blau es compon de cinc segments trapezoidals. La fletxa negra indica la llargada del costat del pentalit sobre el qual es dugueren a terme les mesures. (B) Micrografia electrònica de rastreig d'un pentalit de B. bigelowii (costat proximal). (C) Vista ampliada del costat proximal de la imatge anterior en la qual es pot apreciar la seva estructura laminar. (D) – (F) Imatges al microscopi òptic de tres espècimens diferents.